# Kazuhisa Iijima
Kazuhisa Iijima (飯島 寿久 Iijima Kazuhisa?), född 6 januari 1970 i Tokyo prefektur, är en japansk före detta fotbollsspelare.
Iijima började sin karriär 1992 i Nagoya Grampus Eight. Han spelade 179 ligamatcher för klubben. Med Nagoya Grampus Eight vann han japanska cupen 1995 och 1999. 2001 flyttade han till Kawasaki Frontale. Efter Kawasaki Frontale spelade han för Avispa Fukuoka. Han avslutade karriären 2002.